# Локницька сільська територіальна громада
Локницька сільська громада — територіальна громада України, у Вараському районі Рівненської області. Адміністративний центр — село Локниця.
Площа громади — 264,27 км², населення — 5120 мешканців (2018).
У теперешньому виді утворена 12 червня 2020 року шляхом об'єднання Кутинської, Кухченської, Омитської, Сенчицької, Локницької і Нобельської сільських рад Зарічненського району.

## Населені пункти
До складу громади входять 20 сіл: Дідівка, Задовже, Заозер'я, Котира, Кутин, Кутинок, Кухче, Локниця, Любинь, Млин, Нобель, Новосілля, Омит, Гориничі, Ниговищі, Сенчиці, Дубчиці, Прикладники, Радове та Храпин.

## Водні ресурси громади[3]
На території громади знаходиться 5 озер: Нобель, Острівське, Задовже, Засвіцьке, Посвітське, протікає 4 річки: Прип'ять, Веселуха, Кухчанка, Млинок.